# المخبطية (أسلم)

تعديل مصدري - تعديل

المخبطية هي إحدى قرى عزلة أسلم الشام بمديرية أسلم التابعة لمحافظة حجة، بلغ تعداد سكانها 24 نسمة حسب تعداد اليمن لعام 2004.